# 轢き逃げ 最高の最悪な日
『轢き逃げ 最高の最悪な日』（ひきにげ さいこうのさいあくなひ）は、2019年5月10日公開の日本映画。監督は水谷豊、主演はオーディションを経て選ばれた中山麻聖と石田法嗣。
水谷は本作が監督第2作となり、自身にとって初の脚本も手掛けている。また、本作は日本映画初のドルビーシネマ規格作品となった。

## ストーリー
宗方秀一は数日後に迫った結婚式の打ち合わせのため、親友の森田輝と車で急いでいた。渋滞を避けるため輝のナビで路地を進むが、カーブを曲がった先で女性を轢いてしまう。エリート人生が終わると二人は動揺するが、誰も見ていないからと輝に言われ、秀一はそのまま逃げてしまう。轢き逃げ事件はすぐに報道され、被害者の女性は搬送先の病院で死亡した。
二人は結婚式の打ち合わせを行い、翌日出社するも事故のことが頭から離れない。二人が務める大手建設会社では、副社長と専務の権力闘争が起きており、秀一の婚約者は副社長の娘、白河早苗であった。一方、専務の息子で秀一の上司にあたる倉持勝ら周囲の社員は、エリートコースである秀一を妬み、風当りが強かった。秀一は親友の輝しか心の拠り所が無かった。
そんな秀一と輝の自宅に脅迫状らしき手紙が届く。図鑑などから動物などの目を大量に切り抜き、2枚の紙に無造作に張り付けただけのもので文章はなかったが、それが「見たぞ」というメッセージであることは明白だった。何者かに目撃されていたことを知った秀一と輝はさらに心理的に追いつめられるが、結婚式前日、輝の進めで二人は遊園地に行き、気分を晴らそうとする。
結婚式当日、輝が親友として司会を務めていた。輝が祝辞を読んでいると、匿名の祝辞に前日遊園地に行ったことが書かれていた。式は無事に終わるが、秀一は監視されている不安を抱えながら早苗と新婚初夜を過ごす。翌日、ベテラン刑事の柳と若手の前田は、秀一と早苗が映画館から出て来た所を抑え、秀一を任意同行した。取り調べの結果、秀一は轢き逃げ犯として逮捕され、出社していた輝も犯人隠避の罪などで逮捕される。
轢き逃げ事故で亡くなった時山望の両親、光央と千鶴子は静かな日常が壊れ、失意の中にあったが、そこへ犯人逮捕の連絡が入る。犯人が逮捕されたことで一区切りが着いたが、轢き逃げ犯の婚約者早苗と、その父であり秀一の勤める会社の副社長である白河らが謝罪訪問するも、光央は線香もあげさせず、慶弔品も投げつけて追い返した。
時山家に刑事の柳と前田が訪問し、望の遺品を両親に返却した。その際、事故現場に望の携帯電話が無かったことを聞かされる。光央と千鶴子は、家中を探すも携帯は見つからず、代わりに事件前日まで記された望の日記を見つける。その最後には、事件前に携帯を紛失していたこと、そして当日に誰かと事故現場前の喫茶店で待ち合わせていたことが書かれていた。
定休日だった喫茶店で待ち合わせをしていたのは誰なのか？轢かれた時点で望は死亡していたのか？疑問を持った光央は独自に望の知人らに聞き込みを始める。
輝は弁護士の進めで準抗告を行い、すぐに釈放された。光央は事故の時点で望は生きていたのか？尋ねるため釈放された輝に声をかける。突然見知らぬ人物に声をかけられた輝は慌てて逃げてしまうが、光央が追いつき被害者の父だと話すと、輝は土下座して謝罪する一方だった。その様子を尾行していた刑事の前田が見ていた。柳と前田は光央と面会し、日記の存在を聞き出す。
結婚式の翌日に轢き逃げ犯の婚約者となった早苗は、秀一が逮捕されてから着替えの差し入れや面会のため、何度も拘置所に足を運んでいた。そして手紙を書いて欲しいこと、秀一を待ち続けることを伝えていた。そして輝が現れ、輝は早苗にも土下座して謝った。自分も同乗していたのに、自分だけ釈放されたことを悔いていた。そんな輝に早苗はもう謝罪をやめるよう言い、秀一の写真を毎日見ていると話した。
光央は聞き込みを進める中で、望が事件の少し前に合コンに参加していたことを知る。参加した望の知人から、キャップに白いジーンズの男が望に近づいていたことが分かる。さらに知人から合コンの動画を見せてもらうと、ブレた映像ながらも男の顔が一瞬映っていた。その顔に見覚えがあった光央は驚愕する。
雨が降る夜、光央は窓のガラスを割って侵入した。その部屋のクローゼットを開けると、動画に映っていたキャップと白いジーンズが置かれていた。さらに家探しすると、戸棚の中に目だけくり抜かれた動物の図鑑を発見、引き出しからは画面が割れた望のスマホが出てきた。そこに家主が戻って来て、光央と乱闘になる。窓ガラスが割れ、二人はベランダで揉み合いになり、付近の住民が集まってくる中ベランダ下に落下、駆け付けた警察官に家主は取り押さえられた。家主は輝であった。
柳と前田が輝の尋問を行うと、輝は本性を現し楽し気に全てを語った。合コンで知り合った望を定休日の喫茶店に誘い出し、事前に携帯を盗み、望が喫茶店前の路上に立っているよう仕組んでいた。さらに渋滞を避けるためと、自身のナビで秀一を喫茶店前の路地に誘導していた。輝はずっと秀一に嫉妬しており、秀一の困った顔が見たい、その一点の動機で犯行を計画し、被害者の生死は輝にとってはどうでもよかった。柳は巻き込まれた者はたまったものではない、とこぼした。
千鶴子は、望の事故現場に手向けられた花を引き取っていた。そこへ早苗が花を持って訪れる。千鶴子は港町が一望できるテラスのあるカフェに早苗を誘う。被害者の母は、加害者の婚約者に、自分の娘を見るような穏やかな笑顔で、あなたは何も悪くないと声をかけた。早苗は秀一から送られてきた手紙を千鶴子にも読んでもらった。そこには罰を受けたところで罪を償うことなどできないと、秀一の罪の意識が綴られていた。千鶴子が読み終えると早苗は、それでも秀一を待ちたいと告げた。千鶴子はそっと早苗の手に触れ、それがいいと応えた。早苗の目から涙があふれた。

## 登場人物
宗方 秀一
演：中山麻聖
城島建設の営業部に所属するエリート社員。
森田 輝
演：石田法嗣
秀一と同じ城島建設に勤務する社員。秀一の親友。
白河 早苗
演：小林涼子
秀一と輝が勤務する城島建設の副社長令嬢。秀一との婚約が決まっていた。
前田 俊
演：毎熊克哉
秀一が起こした轢き逃げ事件を担当する若手刑事。
時山 望
演：さな
轢き逃げ事件の被害者。美術館スタッフ。
白河 謙造
演：堀田眞三
城島建設副社長。早苗の父親。
倉持 信太郎
演：原康義
城島建設専務。
倉持 勝
演：黄川田将也
城島建設営業部課長。信太郎の息子。
滝沢
演：西沢仁太
城島建設営業部部長。
吉村 美咲
演：美智子
美術館スタッフ。望の同僚。
リサ
演：NON
ダンススクールのレッスン生。望の友人。
マコ
演：太田彩乃
ダンススクールのレッスン生。望の友人。
大沼 澄男
演：HideboH
光央の勤務先・大沼海運の社長。
マスター
演：山中崇史
轢き逃げ事件の現場の前にある喫茶店「スマイル」のマスター。
時山 光央
演：水谷豊
轢き逃げ事件の被害者・望の父親。
時山 千鶴子
演：檀ふみ
轢き逃げ事件の被害者・望の母親。
柳 公三郎
演：岸部一徳
秀一が起こした轢き逃げ事件を担当するベテラン刑事。

## スタッフ
- 監督・脚本：水谷豊[5]
- 撮影監督：会田正裕（J.S.C.）[5]
- 音楽：佐藤準[5]
- 主題歌：手嶌葵「こころをこめて」（ビクターエンタテインメント）[6]
- 製作総指揮：早河洋[5]
- 製作：亀山慶二、水谷晴夫、村松秀信、木下直哉、間宮登良松、山田裕之[5]
- エグゼクティブプロデューサー：西新、長井富夫、須藤泰司[5]
- Co.エグゼクティブプロデューサー：佐々木基[5]
- チーフプロデューサー：島川博篤[5]
- プロデューサー：遠藤英明、菊池淳夫、西平敦郎[5]
- アソシエイトプロデューサー：青柳貴之[5]
- 美術：近藤成之[5]
- 照明：松村泰裕[5]
- 録音：舛森強[5]
- 装飾：前田亮[5]
- スタイリスト：高橋正史[5]
- 編集：只野信也（J.S.E.）[5]
- スクリプター：本図木綿子[5]
- 音響効果：西村洋一[5]
- 助監督：井川浩哉[5]
- 製作担当：榊田茂樹、鳥越道昭[5]
- ラインプロデューサー：今村勝範[5]
- VFXプロデューサー：戸枝誠憲[5]
- プロデューサー補：小川泰明、山下佳奈子[5]
- 宣伝プロデューサー：孤嶋健二郎
- 配給：東映[5]
- 製作プロダクション：東映東京撮影所、東映テレビ・プロダクション
- 製作：映画「轢き逃げ」製作委員会（テレビ朝日、トライサム、東映、木下グループ、東映ビデオ、ABCテレビ）